# Remigny (Aisne)
Remigny è un comune francese di 382 abitanti situato nel dipartimento dell'Aisne della regione dell'Alta Francia.

## Società

### Evoluzione demografica
Abitanti censiti